# エフェロサイトーシス
細胞生物学において、エフェロサイトーシス（ラテン語のefferre (埋葬する）に由来する）とは死細胞ないし、死につつある細胞を食細胞が除去する過程のことである。これは「死細胞の埋葬」とみなすことができる。
エフェロサイトーシスの過程において、食細胞の細胞膜は死細胞を含む大きなベシクルを形成する。このベシクルはファゴソームとのアナロジーからエフェロソームと呼ばれる。この過程はマクロピノサイトーシスに類似している。
アポトーシスにおいて、エフェロサイトーシスの効果は細胞の細胞膜構造が崩れ、内容物を周囲に放出する前に死細胞を除去することである。これにより、毒性の酵素や活性酸素種、プロテアーゼやカスパーゼといった内容物に組織がさらされることを防ぐ。
エフェロサイトーシスはマクロファージや樹状細胞といった専門の食細胞のみならず、上皮細胞や線維芽細胞によっても行われる。生細胞と自らを区別するため、アポトーシス細胞死した細胞はホスファチジルセリンやカルレティキュリンといった分子を細胞外膜に提示する。
エフェロサイトーシスにより特定のシグナル伝達、例えば抗炎症や抗プロテアーゼ、成長促進などの経路が活性化される。一方、エフェロサイトーシスの機能不全は自己免疫疾患や組織損傷と関連づけられる。エフェロサイトーシスは貪食した細胞による肝細胞増殖因子や血管内皮細胞増殖因子の産生をもたらし、これが死細胞の置換に働くと考えられている。
嚢胞性線維症、気管支拡張症、慢性閉塞性肺疾患、喘息、特発性肺線維症、関節リウマチ、全身性エリテマトーデス、糸球体腎炎、アテローム硬化症においてはエフェロサイトーシスの不全が見られている。